# Allereca
Allereca is een geslacht van hooiwagens uit de familie Assamiidae.
De wetenschappelijke naam Allereca is voor het eerst geldig gepubliceerd door Roewer in 1961. 

## Soorten
Allereca is monotypisch en omvat slechts de volgende soort:
- Allereca ruandana